# Filippo Erasmo del Liechtenstein
Filippo Erasmo del Liechtenstein (Wilfersdorf, 11 settembre 1664 – Castelnuovo Bormida, 13 gennaio 1704) è stato un principe e generale austriaco, i cui discendenti appartengono al ramo del casato di Liechtenstein che regna sull'omonimo principato.

## Biografia

### Nascita
Il principe Filippo Erasmo del Liechtenstein nacque l'11 settembre 1664 a Wilfersdorf, nell'Arciducato d'Austria, ventunesimogenito e tredicesimo figlio maschio del principe Hartmann III (1613-1686) e della contessa Sidonia Elisabetta di Salm-Reifferscheidt (1623-1688).

### Carriera militare
Il giovane Filippo Erasmo, poiché destinato alla carriera militare, dopo aver intrapreso un Grand Tour si arruolò nell'esercito imperiale, in cui la sua posizione crebbe molto rapidamente. Iniziò la carriera di soldato quando combatté nella guerra austro-turca, in seguito all'assedio di Vienna.
Nel 1686, in quanto aiutante di Carlo V di Lorena, prese parte all'assedio di Buda per poi, il 12 agosto 1687, contribuire alla vittoria asburgica prestando servizio nella battaglia di Mohács.
Nel 1688 divenne tenente colonnello del reggimento del conte Jakob von Leslie, con il quale partecipò all'assedio di Belgrado dopo aver seguito il principe Eugenio di Savoia nelle sue campagne militari l'anno precedente. Nel 1689 divenne colonnello dello stesso reggimento, per poi ereditarlo completamente dopo la morte di von Leslie nel 1692, tanto che iniziò ad essere noto come "reggimento del Liechtenstein", quando venne anche promosso al grado di sergente generale.
Il 1689 fu anche l'anno in cui divenne comandante della fortezza di Cluj-Napoca, in Transilvania, su nomina del margravio Luigi Guglielmo di Baden-Baden. In questo ruolo ebbe particolarmente successo, difendendo la fortezza dai nemici fino al 1690.

### Matrimonio
Sposò l'8 maggio 1695, a Lovosice, la contessa Cristina Teresa di Löwenstein-Wertheim-Rochefort (1665-1730), che da pochi anni era rimasta vedova del primo marito. Si stabilì con lei, a causa del suo lavoro al servizio imperiale, a Praga.
Essendo stato nonno, attraverso il secondogenito Emanuele, del principe Francesco Giuseppe I, Filippo Erasmo è il capostipite del ramo del suo casato che attualmente regna sul Liechtenstein.

### Ultimi anni
Il 17 settembre 1696 ricevette per ordine di Leopoldo I l'incarico di commissario generale di guerra in Ungheria, dove ancora si trovava un anno dopo quando combatté nella battaglia di Zenta nel giorno del suo 33º compleanno. In particolare il principe si trovava nell'ala sinistra del suo esercito, comandata dal conte Guido di Starhemberg, e a seguito del conflitto ricevette una lettera di ringraziamento per le gloriose doti belliche mostrate. Guidò, nell'inverno successivo, la cavalleria della campagna che Eugenio di Savoia condusse in Bosnia, per poi far ritorno in Ungheria, dove rimase fino alla pace di Carlowitz stipulata nel gennaio 1699.
Posteriormente allo scoppio, nel 1700, della guerra di successione spagnola, fu insignito, al comando di un altro reggimento, del titolo di tenente feldmaresciallo e poi di generale. L'8 ottobre 1701, mentre si trovava in Slavonia col suo nuovo reggimento (che governava in maniera energica e anche piuttosto severa), gli fu ordinato di andare in Italia, ma le condizioni di frontiera impedirono lo spostamento immediato. Giunse quindi a Mantova nel giugno dell'anno dopo per prendere parte all'assedio della città, durante il quale rimase ferito da cinque proiettili, dovendo quindi abbandonare il campo di battaglia, nell'agosto 1702.
Riprese a combattere contro i francesi nella battaglia di Castelnuovo Bormida l'11 gennaio 1704.

### Morte
L'ardua e cruenta battaglia combattuta in Piemonte fu fatale per Filippo Erasmo che, considerato ormai un valorosissimo guerriero, rimase ferito a morte mentre era in retroguardia, durante la mischia ad arma bianca che avvenne dinanzi al ponte del castello, assieme al maggior generale e conte Solari. Filippo Erasmo del Liechtenstein morì pochi giorni dopo, il 13 gennaio all'età di 39 anni, lasciando alla moglie degli arretrati accumulati nel corso di anni che ammontavano a 13.559 fiorini.

Il ritrovamento del corpo del principe sul campo di battaglia fu testimoniato nello scritto di un sacerdote gesuita, grazie alle informazioni fornite da due compagni di guerra, il conte Waller e il barone Gayer:
[...] Il giorno dopo furono entrambi condotti dai francesi al corpo del principe Filippo [...] e gli chiesero chi fosse. Entrambi lo riconobbero molto bene dopo che il corpo era stato capovolto e il viso lavato. Ma dissero ai francesi che era un tenente colonnello del reggimento Rheinfeld di nome Coza. Il colpo era penetrato nel cuore e hanno visto una baionetta conficcata dietro l'orecchio. Il corpo fu poi deposto in una cripta con il generale Solari, il conte Lengheim e il capitano Sannit, morto nella stessa vicenda.
La salma fu tumulata nell'Abbazia di Nostra Signora di Saint-Remy, nel comune belga di Rochefort.

## Commemorazione
- In suo onore furono costruite da Felix Meier, tra il 1720 e il 1730, due pistole con supporti di ottone dorato, tipici delle armi da fuoco della Vienna del XVIII secolo,[5] i cui pomelli sono cesellati e i cui manici, decorati con lo stemma del Liechtenstein del ramo di Gundacaro[16] circondato dal collare dell'Ordine del Toson d'oro, presentano una placca in rilievo.[5] Furono destinate alle fondine di sella di un nobile o di un ufficiale di cavalleria[5] e fanno ora parte della collezione privata del casato.[17] Sulle placche di entrambe le pistole, dalle parole del primo figlio di Filippo Erasmo, Giuseppe Venceslao,[9] si legge: “Queste pistole, in occasione delle onorificenze funebri avvenute in seguito alla battaglia di Castelnuovo del 1704 in cui mio padre morì, il comandante generale Guido Starhemberg le consegnò a me in sua memoria nel 1732”.[5]
- A lui è dedicata la fontana di Castelnuovo Bormida che si trova in piazza Guglielmo Marconi, di fronte al municipio.[5]

## Discendenza
Filippo Erasmo del Liechtenstein e Cristina Teresa di Löwenstein-Wertheim-Rochefort ebbero tre figli maschi, due dei quali ebbero a loro volta figli per un totale di diciotto nipoti, di cui dieci maschi e otto femmine:
- Giuseppe Venceslao Lorenzo del Liechtenstein[3] (Praga,[3] 10 agosto 1696 - Vienna,[3] 10 febbraio 1772), sposò il 19 aprile 1718[18] la cugina Anna Maria del Liechtenstein e con lei ebbe cinque figli, di cui tre maschi e due femmine:
  - Filippo Antonio del Liechtenstein (1719-1719);
  - Filippo Antonio del Liechtenstein (1720-1720);
  - Filippo Ernesto del Liechtenstein (1722-1723);
  - Maria Elisabetta del Liechtenstein (1724-1724);
  - Maria Alessandra del Liechtenstein (1727-1727).
- Emanuele Antonio Giuseppe Giovanni Nepomuceno Tommaso del Liechtenstein (Vienna, 2 febbraio 1700 - Vienna, 15 gennaio 1771), sposò il 14 gennaio 1726 a Vienna la contessa Maria Anna Antonia di Dietrichstein-Weichselstädt (1706-1777)[19] e con lei ebbe tredici figli, di cui sette maschi e sei femmine:[20]
  - Francesco di Paola Giuseppe Giovanni Nepumeceno Andrea del Liechtenstein (Milano, 19 novembre 1726 - 18 agosto 1781);
  - Carlo Borromeo Michele Giuseppe del Liechtenstein (Vienna, 20 settembre 1730 - Vienna, 21 febbraio 1789);
  - Filippo Giuseppe Francesco Maria del Liechtenstein (Vienna, 8 settembre 1731 - Praga, 6 maggio 1757);
  - Emanuele Giuseppe Barolomeo Antonio del Liechtenstein (Vienna, 24 agosto 1732 - Vienna, 20 dicembre 1738)
  - Giovanni Giuseppe Simplicio del Liechtenstein (Vienna, 2 marzo 1734 - Vienna, 18 febbraio 1781);
  - Antonio Giuseppe Giovanni Acazio del Liechtenstein (Vienna, 22 giugno 1735 - Vienna, 6 maggio 1737);
  - Giuseppe Venceslao Ladislao del Liechtenstein (Vienna, 28 giugno 1736 - Vienna, 20 marzo 1739);
  - Maria Amalia Susanna del Liechtenstein (Vienna, 11 agosto 1737 - Milano, 20 ottobre 1787);
  - Maria Anna Teresa del Liechtenstein (Vienna, 15 ottobre 1738 - Vienna, 29 maggio 1814);
  - Francesca Saveria Maria del Liechtenstein (Vienna, 27 novembre 1739 - Vienna, 17 maggio 1821);
  - Maria Cristina Anna del Liechtenstein (Vienna, 1⁰ settembre 1741 - Vienna, 30 aprile 1819);
  - Maria Teresa Anna del Liechtenstein (Vienna, 1⁰ settembre 1741 - Vienna, 30 giugno 1766), gemella della precedente;
  - Giuseppe Leopoldo Sebastiano Emanuele del Liechtenstein (Vienna, 21 gennaio 1743 - Gaya, 31 dicembre 1771).
- Giovanni Antonio Artmanno del Liechtenstein[3] (20 dicembre 1702 - 28 marzo 1724).

## Titoli e trattamento
- 11 settembre 1664 - 13 gennaio 1704: Sua Altezza Serenissima, il principe Filippo Erasmo del Liechtenstein, duca di Troppau e Jägerndorf, conte di Rietberg[21]

## Ascendenza
|                                               |                                       |                                           | Genitori                                 |  |  | Nonni |  |  | Bisnonni                      |  |  | Trisnonni                            |  |
|                                               |                                       |                                           |                                          |  |  |       |  |  | Hartmann II del Liechtenstein |  |  | Giorgio Hartmann I del Liechtenstein |  |
|                                               |                                       |                                           |                                          |  |  |       |  |  | Hartmann II del Liechtenstein |  |  | Giorgio Hartmann I del Liechtenstein |  |
|                                               |                                       | Susanna del Liechtenstein                 |                                          |  |  |       |  |  | Hartmann II del Liechtenstein |  |  |                                      |  |
| Gundacaro del Liechtenstein                   |                                       |                                           |                                          |  |  |       |  |  | Hartmann II del Liechtenstein |  |  |                                      |  |
|                                               |                                       | Anna Maria di Ortenburg                   | Carlo I di Ortenburg                     |  |  |       |  |  |                               |  |  |                                      |  |
|                                               |                                       | Anna Maria di Ortenburg                   | Carlo I di Ortenburg                     |  |  |       |  |  |                               |  |  |                                      |  |
|                                               |                                       | Anna Maria di Ortenburg                   | Massimiliana di Fraunberg-Haag           |  |  |       |  |  |                               |  |  |                                      |  |
| Hartmann III del Liechtenstein                |                                       | Anna Maria di Ortenburg                   |                                          |  |  |       |  |  |                               |  |  |                                      |  |
|                                               |                                       | Enno III della Frisia Orientale           | Edzardo II della Frisia Orientale        |  |  |       |  |  |                               |  |  |                                      |  |
|                                               |                                       | Enno III della Frisia Orientale           | Edzardo II della Frisia Orientale        |  |  |       |  |  |                               |  |  |                                      |  |
|                                               |                                       | Enno III della Frisia Orientale           | Caterina Vasa                            |  |  |       |  |  |                               |  |  |                                      |  |
| Agnese della Frisia Orientale                 |                                       | Enno III della Frisia Orientale           |                                          |  |  |       |  |  |                               |  |  |                                      |  |
|                                               |                                       | Valburga di Rietberg                      | Giovanni II di Rietberg                  |  |  |       |  |  |                               |  |  |                                      |  |
|                                               |                                       | Valburga di Rietberg                      | Giovanni II di Rietberg                  |  |  |       |  |  |                               |  |  |                                      |  |
|                                               |                                       | Valburga di Rietberg                      | Agnese di Bentheim-Steinfurt             |  |  |       |  |  |                               |  |  |                                      |  |
| Filippo Erasmo del Liechtenstein              |                                       | Valburga di Rietberg                      |                                          |  |  |       |  |  |                               |  |  |                                      |  |
|                                               | Guarniero di Salm-Reifferscheidt-Dyck | Giovanni di Salm-Reifferscheidt           |                                          |  |  |       |  |  |                               |  |  |                                      |  |
|                                               | Guarniero di Salm-Reifferscheidt-Dyck | Giovanni di Salm-Reifferscheidt           |                                          |  |  |       |  |  |                               |  |  |                                      |  |
|                                               | Guarniero di Salm-Reifferscheidt-Dyck | Elisabetta di Rennenberg                  |                                          |  |  |       |  |  |                               |  |  |                                      |  |
| Ernesto Federico di Salm-Reifferscheidt       | Guarniero di Salm-Reifferscheidt-Dyck |                                           |                                          |  |  |       |  |  |                               |  |  |                                      |  |
|                                               |                                       | Maria di Limburg-Stirum                   | Giorgio di Limburg-Stirum                |  |  |       |  |  |                               |  |  |                                      |  |
|                                               |                                       | Maria di Limburg-Stirum                   | Giorgio di Limburg-Stirum                |  |  |       |  |  |                               |  |  |                                      |  |
|                                               |                                       | Maria di Limburg-Stirum                   | Ermengarda di Limburg-Stirum             |  |  |       |  |  |                               |  |  |                                      |  |
| Sidonia Elisabetta di Salm-Reifferscheidt     |                                       | Maria di Limburg-Stirum                   |                                          |  |  |       |  |  |                               |  |  |                                      |  |
|                                               |                                       | Emico XI di Leiningen-Dagsburg-Falkenburg | Emico X di Leiningen-Dagsburg-Falkenburg |  |  |       |  |  |                               |  |  |                                      |  |
|                                               |                                       | Emico XI di Leiningen-Dagsburg-Falkenburg | Emico X di Leiningen-Dagsburg-Falkenburg |  |  |       |  |  |                               |  |  |                                      |  |
|                                               |                                       | Emico XI di Leiningen-Dagsburg-Falkenburg | Caterina di Nassau-Saarbrücken           |  |  |       |  |  |                               |  |  |                                      |  |
| Maria Orsola di Leiningen-Dagsburg-Falkenburg |                                       | Emico XI di Leiningen-Dagsburg-Falkenburg |                                          |  |  |       |  |  |                               |  |  |                                      |  |
|                                               |                                       | Orsola di Fleckenstein-Dagstuhl           | Giorgio di Fleckenstein-Dagstuhl         |  |  |       |  |  |                               |  |  |                                      |  |
|                                               |                                       | Orsola di Fleckenstein-Dagstuhl           | Giorgio di Fleckenstein-Dagstuhl         |  |  |       |  |  |                               |  |  |                                      |  |
|                                               |                                       | Orsola di Fleckenstein-Dagstuhl           | Giovanna di Salm-Kyrburg                 |  |  |       |  |  |                               |  |  |                                      |  |
|                                               |                                       | Orsola di Fleckenstein-Dagstuhl           |                                          |  |  |       |  |  |                               |  |  |                                      |  |